# Insuficiencia venosa crónica
La Insuficiencia venosa crónica (IVC) es una condición en la que la sangre se acumula en vez de retornar normalmente a través de las venas de las piernas. Los síntomas pueden incluir hinchazón de las piernas, cambios en la piel, e incomodidad en las piernas. Los cambios en la piel pueden incluir pequeños vasos sanguíneos visibles. Algunas complicaciones incluyen úlceras venosas, venas varicosas, eccema y celulitis
Los factores de riesgo incluyen, hipertensión, fumar, trombosis venosa profunda previa, embarazo, herida en la pierna y posición de pie prolongada. El mecanismo subyacente involucra presiones elevadas, ya sea por flujo retrógrado u obstruido en las venas. El diagnóstico usualmente se basa en los síntomas y el examen físico, pero puede apoyarse con ultrasonido.
El tratamiento inicial consiste usualmente de elevación de las piernas, ejercicio, control del peso y terapia de compresión. Algunas variaciones pueden mejorar con terapias quirúrgicas como la escleroterapia o la flebectomía. Sin embargo; la recurrencia es común después de la cirugía A menudo la condición empeora con el tiempo
La insuficiencia venosa crónica es común. En los Estados Unidos, alrededor de 6,5 millones son afectadas. Las personas mayores son las más afectadas. Parece ocurrir con menos frecuencia en países no occidentales. La insuficiencia venosa crónica fue descrita en la Antigua India por Súsruta y luego en la Antigua Grecia por Hipócrates